# هنري هال كارلتون
هنري هال كارلتون هو محامي وسياسي أمريكي، ولد في 12 مايو 1835 في أثينا في الولايات المتحدة، وتوفي بنفس المكان في 26 أكتوبر 1905. نشط حزبياً في الحزب الديمقراطي. وقد انتخب عضو مجلس نواب جورجيا ‏ وانتخب عضو مجلس النواب الأمريكي ‏.